# Burn After Reaping
Burn After Reaping è il secondo album studio del gruppo death metal Hackneyed, pubblicato nel 2009 dalla Nuclear Blast.

## Tracce
Testi di Sir Ged, musiche di Devin Cox e Tim Cox, tranne dove indicato diversamente.
1. Burn... – 1:06 (testo: Philipp Mazal)
2. Finger on the Trigger – 4:45 (testo: Philipp Mazal)
3. Deatholution – 3:45
4. Weed Flavoured Meat – 4:19
5. March of the Worms – 4:09 (testo: Philipp Mazal)
6. Bloodshed – 4:43
7. Redying – 4:07 (musica: Juan Sierra)
8. Kingdom of Thoughts – 3:58
9. Home Meat Home – 3:51
10. Putrid – 4:41
11. Last Man on Earth – 4:53
12. Mental Mastication – 4:23
13. Guantanamo Bay Holiday – 5:10 (musica: Juan Sierra)
14. ...After Reaping – 2:13
15. Deatholution (Video) – 4:19

## Formazione
- Tini Wuttke - basso
- Tim Cox - batteria
- Juan Kevin Sierra - chitarra
- Devin Cox - chitarra
- Phillip Mazal - voce